# 阿莱斯矿业学院
阿莱斯矿业学院或国立阿莱斯高等矿业学校是一所建于1843的工程师学院。历史上坐落于法国的阿莱斯市，即现在的主校区，同时在尼姆蒙彼利埃和波城也设有校区。它属于法国高等矿业学院联盟（即巴黎高等矿业学院，南锡高等矿业学院，南特高等矿业学院，圣艾蒂安高等矿业学院，杜埃高等矿业学院，阿尔比高等矿业学院及阿莱斯高等矿业学院。2012年后，集团已重组为法国国立高等矿业电信学校联盟）中的一所学校。

## 学校历史
- 1841到1845年：1841年市政府采纳了建议决定为开发当地阿莱斯（当时称为Alais）矿床建立一个矿业学校以培养高技术矿业工人。1845年11月，第一届学生进入校园，他们毕业后服务于Alais矿床）。
- 1845到1918年：学校更名为阿莱斯矿业技术学院（École Technique des Mines d'Alès)，随之学校教学质量大幅提高，更多的学生毕业后称为矿床开发主管、工程师等等。
- 1914到1918年：第二次世界大战迫使学校暂时停学。
- 1918到1960年：学校提供了更多的课程来培养专业人才，如矿井地理学专家、采矿工程领导者等。但由于学校并没有得到授权颁发明确的文凭，导致一段时间学生数量下降。为了吸引更多的学生，学校进行了信息化改革，建设了新的校区。从1965年开始，学校被授权颁发工程师文凭。
- 1960到1970年：学校更名法国国立矿业技术学院（École Nationale Technique des Mines d'Alès）。在矿业开始衰弱之前，学校就已经开始教授其他新型工程领域的课程。
- 1973年初期:学校开始招收女生，目前女学生比例大于占总学生的30%。也从这个时期开始，学校鼓励并帮助学生开设公司。
- 1990年开始，学校开始在阿莱斯以外地区（尼姆及波城）开设分院。
- 1999年开始，学校的教学及研究开始倾向于以下三条主线上：

- 企业文化
- 技术孵化
- 与其他先进技术研究组织密切合作

- 2012年：学校更名为法国国立高等矿业工程师学院（École Nationale Supérieure des Mines d'Alès），并成为高等矿业-通信联合学院中的一员。根据最新的法国高等工程师学院排名，学校位于法国A类工程师学院（A+为最高等级，A为次级，往下另有B,C,D级）。

## 学校环境
大部分学生在主校区阿莱斯（Alès）就读，学校在阿莱斯城拥有一个学生宿舍（Site du Viget : La Maison des Élèves），提供精装修的或简单装修的单人房和双人房。简单装修的单人房大约10平米，包含独立卫生间、立式浴室、热水器、衣柜及书桌，房租为180欧元，学生可以享受法国政府住房补助90欧元，所以正常情况下，每月房租为90欧元。学生宿舍还提供公共的娱乐休闲设施，包括小酒吧，mini音乐厅，健身房，篮球场，网球场及各式俱乐部。

## 专业介绍
- 阿莱斯矿业学院是一所多学科工程师学院，经过许多年的发展与演变现在并不是所矿业类专门大学，但是历史上的这一名称一直沿用了下来。法国高等工程师学校学制为3年，学生毕业后文凭为法国工程师文凭，相当于其他国家的硕士文凭。学校课程种类比较广泛而课程内容并不很深入，这与学校的教学理念有关，学校着重培养拥有技术基础和管理才能的复合型通才型工程师。学生在第一年学习通识课程，从第二年开始进入各自专业，（国际学生（中法项目交换生）一般直接进入第二年的专业学习）。课程学习主要包括理论讲授及课程项目两部分。学校重视学生实践能力，所以课程项目比较普遍，一般3人为一小组，需要完成实验计算、报告制作及最后的答辩。
- 学生在校期间，需要完成3个实习，第一年1一个月；第二年3~4个月；第三年4~6个月。第二年还会有一个月在外面公司的短实习（mission d'entreprise）。三年期间，还有多个学校项目需要完成（mission mathématique, mission de R&D, projet long，profil métier 等）。

- 在阿莱斯校区开设有土木工程、机械及先进材料、风险管理及环境工程专业。最后一年，三个专业学生都可以选择去核能专业。

- 土木工程 Génie Civil

土木工程是阿莱斯的优势专业，2012年学校有37%的毕业生在土木工程领域工作。
该专业学生在最后一年会细分到以下两个专业：矿石资源及开发 ressources minérales et conduite d’exploitation 和 土木工程师 ingénierie et construction。
- 机械及先进材料 Ingénierie des Matériaux et Mécanique

本专业主要教授聚合物材料、复合材料、机械（CAD/CAM/CAE）、电子电路等专业课程；除专业课程外，本专业还会教授企业管理，生产管理，金融、法律等课程从而使学生成为兼具专业技术及管理才干的复合型工程师。本专业主任为DIDIER Perrin，拥有一个机械与材料实验中心（CMGD），教学人员主要来自实验中心的教授或研究员，也有部分教师是在专业公司工作的工作人员或是以前的校友。
该专业学生在最后一年会细分到以下两个专业：先进材料 Matériaux avancés 和 机械电子 Mécatronique。
- 风险管理及环境工程 Management des Risques et Environnement

该专业学生在最后一年会细分到以下两个专业：工业风险管理 Risques industriels et sûreté de fonctionnement 和 自然风险工程师 Ingénierie des Risques naturels。
- 在尼姆校区开设有计算机信息技术、工业工程两个专业。

- 计算机信息技术 Génie des Systèmes d'information
- 工业工程 Ingénierie des systèmes de production

## 国际交流
学校开展广泛的国际交流合作，与世界各地的众多大学建立学生交换学习项目。每个在阿莱斯的学生（除国际学生）都需要在国外公司或大学学习或实习6个月。阿莱斯矿业学院与中国国内的多所重点大学开展硕士工程师双学位项目。每年有10名左右的双学位中国学生来此交流学习。目前有来自上海交通大学，东南大学和南京理工大学的学生在此交流学习。2012年在阿莱斯校区共有6名中国学生，在尼姆校区有10名学生，在蒙彼利埃有2名学生。

## 研究中心和实验室
学校设有三个研究中心，分别为：信息科学与工业工程研究中心（LGI2P），材料与机械实验室（CMGD），工业及自然环境风险评估研究中心（LGEI）。
信息类专业在尼姆
2009年的统计数据：
- 研究经费：610万欧元
- 实验室工作人员：325
- 在读博士生：70
- 优秀论文数：14
- 出版物数量：686

## 法国高等矿业学院集团
- 巴黎矿业学院 École des Mines de Paris (1783)
- 圣艾蒂安矿业学院 École nationale supérieure des mines de Saint-Étienne (1816)
- 阿莱斯矿业学院 École des mines d'Alès (1843)
- 杜埃矿业学院 École des Mines de Douai (1878)
- 南锡矿业学院 École nationale supérieure des mines de Nancy (1919)
- 南特矿业学院 École des mines de Nantes (1990)
- 阿尔比-加莫矿业学院 École des mines d'Albi-Carmaux (1992)